# Zelotes fagei
Zelotes fagei är en spindelart som beskrevs av Denis 1955. Zelotes fagei ingår i släktet Zelotes och familjen plattbuksspindlar. Inga underarter finns listade i Catalogue of Life.